# Rafael Mendívil Peydro
Rafael Mendívil Peydro (Barcelona, 12 de junio de 1948) es un antiguo diplomático español. Fue subsecretario de Asuntos Exteriores y de Cooperación de España y embajador del Reino de España en la República de Azerbaiyán, en la República de Georgia y en la República de Turquía.

## Biografía
Licenciado en Derecho, ingresó en 1974 en la carrera diplomática. Estuvo destinado en las representaciones diplomáticas españolas en Argelia, Suiza y Unión Soviética. Fue subdirector general de Europa Occidental en la Dirección General de Política Exterior para Europa y cónsul general de España en Burdeos y en Fráncfort. En 1996 fue nombrado jefe del Gabinete Técnico del subsecretario de Asuntos Exteriores y en 1998 director general del Servicio Exterior. En julio de 2004 fue designado embajador de España en Polonia. Fue inspector de Servicios y desde marzo de 2009 hasta noviembre de 2010 fue embajador en Misión Especial para Afganistán y Pakistán. Desde el 6 de noviembre de 2010 hasta el 6 de enero de 2012, desempeñó el cargo de  embajador de España en Bulgaria con concurrencia también en Georgia, sustituyendo a Jorge Fuentes Monzonís-Villalonga.

## Distinciones honoríficas
- Caballero gran cruz de la Orden de Isabel la Católica (Reino de España, 26/12/2014).[1]